# No Matter Who
No Matter Who è un singolo del cantante britannico Phil Collins, pubblicato nel 1997 ed estratto dall'album  Dance into the Light.

## Tracce
1. No Matter Who – 4:40
2. In the Air Tonight (MTV Europe Unplugged) – 5:04
3. Both Sides of the Story (MTV Europe Unplugged) – 5:20

## Formazione
- Phil Collins – voce, batteria, tastiera, slide guitar
- Ronnie Caryl – chitarra ritmica e solista
- Nathan East – basso